# Stéphan Koziak
Stephan Koziak, né le 24 novembre 1946 à Vitry-sur-Orne et mort le 25 octobre 2012 à Fameck, est un acteur français.
Homme de théâtre il apparait souvent dans des rôles secondaires au cinéma, mais également dans des séries télévisées. Il tournera avec des acteurs comme Marlon Brando, Michael Lonsdale, Al Pacino, Jeremy Irons, Mylène Demongeot, Pierre Arditi.

## Biographie
Fils de Antoine Koziak et de Marie Kaczala, nés en Pologne, Stephan Koziak débute sur les planches des MJC locales, puis au théâtre de la Bresse en 1969. Il apparait au générique du film Le Dernier Tango à Paris en 1972.
En 1989, il s'associe à la fondation du Théâtre du Renard à Fameck, il y reprendra une pièce qu'il destinera aux enfants et aux établissements scolaires : Le Renard de Morlange.
Il meurt le 25 octobre 2012 à Fameck.

## Théâtre
- 1976 : Le Bouc émigrant
- 1977 : Cripure
- 1997 : Le Visage d'Orphée
- 1998 : Vengeance tardive

## Filmographie

### Cinéma
- 1972 : Le Dernier Tango à Paris de Bernardo Bertolucci : Un déménageur
- 1974 : La Vérité sur l'imaginaire passion d'un inconnu de Marcel Hanoun : Le mauvais larron
- 1976 : Le Silence des organes de Jean-Noël Christiani : Narrateur 2
- 1977 : Le regard de Marcel Hanoun : Le valet de chambre
- 2002 : De tweeling de Ben Sombogaart : Oude Pool
- 2004 : Le Marchand de Venise de Michael Radford : Soldat
- 2004 : Victoire de Stéphanie Murat : Le chauffeur de taxi

### Télévision

#### Séries télévisées
- 2006 : Klopka : Zukrin